# اروین کلین
اروین کلین (انگلیسی: Erwin Klein؛  – ۱۹۹۲) یک بازیکن تنیس روی میز اهل ایالات متحده آمریکا بود. 
وی در مسابقات کشوری و بین‌المللی در مجموع برنده ۱ مدال طلا شده‌است.